# Endiandra scrobiculata
Endiandra scrobiculata là loài thực vật có hoa trong họ Nguyệt quế. Loài này được Kosterm. ex Kochummen miêu tả khoa học đầu tiên năm 1991 publ. 1992.